# Bergambacht
Bergambacht este o comună și o localitate în provincia Olanda de Sud, Țările de Jos.

## Localități componente
Bergambacht, Ammerstol, Berkenwoude.